# 2022年世界陸上競技選手権大会アイスランド選手団
2022年世界陸上競技選手権大会アイスランド選手団は、2022年7月15日から7月24日までアメリカ合衆国のユージーンで開催された第18回世界陸上競技選手権大会のアイスランド選手団。

## 選手団
- 人員: 選手 1人

## 選手名簿・結果
| 選手                         | 種目           | 予選   | 予選 | 決勝     | 決勝     |
| 選手                         | 種目           | 結果   | 順位 | 結果     | 順位     |
| ---------------------------- | -------------- | ------ | ---- | -------- | -------- |
| ヒルマル・オルン・ヨウンソン | 男子ハンマー投 | 72.72m | 24位 | 予選敗退 | 予選敗退 |